# Ashley Duits
Ashley Duits (Curaçao, 13 april 1965) is een Curaçaos immunoloog. Hij is directeur van de Bloedbank van het Rode Kruis en als immunoloog verbonden aan het Sint-Elisabeth Hospitaal en het Curaçao Biomedical & Health Research Institute. Hij is hoogleraar voor het UMCG in Groningen. In 2002 won hij de Cola Debrotprijs.

## Biografie
Ashley Duits werd geboren op Curaçao. Hij heeft een broer en zus en is getrouwd. Zijn interesse voor natuurwetenschappen was al duidelijk sinds hij naar het Peter Stuyvesant College ging. Hij studeerde aan de Radboud Universiteit in Nijmegen en slaagde daar in 1989 met een mastergraad in biochemie en immunologie. Een jaar later promoveerde hij tot PhD in immunologie aan het Universitair Medisch Centrum Utrecht (UMCU), met een proefschrift getiteld "The effects and production of interleukine 6 during an immune response." Vervolgens specialiseerde hij zich daar tot 1993 in de medische immunologie.
In 1994 werd hij in Curaçao directeur van de Bloedbank van het Rode Kruis en medisch immunoloog bij het Sint-Elisabeth Hospitaal. In het hospitaal werd hij ook voorzitter van het Medisch Stafbestuur. Verder werd hij hoofd van de afdeling immunologie van het Curaçao Biomedical & Health Research Institute. Sinds 2002 bekleedt hij de leerstoel voor medisch onderwijs van het Universitair Medisch Centrum Groningen (UMCG) en sinds 2008 is hij daarnaast directeur van Fundashon Prevenshon ter voorkoming van kanker, als opvolger van Bob Pinedo. Tot 2010 was hij voorzitter van de Raad voor de Volksgezondheid van Curaçao. In 2002 werd hij onderscheiden met de Curaçaose Cola Debrotprijs in de categorie wetenschap.
Hij was de belangrijkste onderzoeker en de oprichter van een registratiesysteem op het gebied van hiv op Curaçao, in samenwerking met de Stichting HIV Monitoring (SHM), en adviseur voor de Pan-Amerikaanse Gezondheidsorganisatie (PAHO) voor kleinschalige, regionale bloedbanken. Tijdens de coronacrisis in Curaçao was hij vaak te zien in televisiespots om over de noodzaak en veiligheid van de coronavaccins te informeren.
- ORCID: 0000-0002-6368-8266